# 1909
- Wikisource

| Calendário gregoriano                                                        | 1909 MCMIX                          |
| Ab urbe condita                                                              | 2662                                |
| Calendário arménio                                                           | 1358 – 1359                         |
| Calendário bahá'í                                                            | 65 – 66                             |
| Calendário budista                                                           | 2453                                |
| Calendário chinês                                                            | 4605 – 4606 Início a 22 de janeiro  |
| Calendário copta                                                             | 1625 – 1626                         |
| Calendário etíope                                                            | 1901 – 1902                         |
| Calendários hindus - Vikram Samvat - Calendário nacional indiano - Cáli Iuga | 1964 – 1965 1830 – 1831 5009 – 5010 |
| Calendário Holoceno                                                          | 11909                               |
| Calendário islâmico                                                          | 1327 – 1328                         |
| Calendário judaico                                                           | 5669 – 5670 Início a 16 de setembro |
| Calendário persa                                                             | 1287 – 1288 Início a 21 de março    |
| Calendário rúnico                                                            | 2159                                |
| Calendário solar tailandês                                                   | 2452                                |

1909 (MCMIX, na numeração romana) foi um ano comum do século XX do actual Calendário Gregoriano, da Era de Cristo,  e a sua letra dominical foi C, teve 52 semanas,  início a uma sexta-feira e terminou também a uma sexta-feira.
| Ano completo                       |
| ---------------------------------- |
| Ano comum com início à sexta-feira |

## Eventos
- Segismundo Moret y Prendergast substitui Antonio Maura y Montaner como presidente do governo de Espanha.
- 4 de Março - William Howard Taft toma posse como Presidente dos Estados Unidos.
- 4 de Abril - Fundação do Sport Club Internacional.
- 14 de Junho - Falecimento de Afonso Pena. O vice-presidente Nilo Peçanha torna-se o sétimo Presidente do Brasil.
- 14 de Julho - Inauguração do Theatro Municipal do Rio de Janeiro.
- 23 de Setembro - O presidente do Brasil Nilo Peçanha cria os Liceus de Artes e Ofícios.
- 12 de Outubro - Fundação do Coritiba Foot Ball Club
- 17 de Outubro - Fundação do Club Sportivo Sergipe

## Nascimentos
- 21 de janeiro - Saúl Fernandes de Aguilar, ilusionista português conhecido como "Conde d'Aguilar" (m.1988).
- 07 de fevereiro - Dom Hélder Câmara, arcebispo emérito de Olinda e Recife, patrono brasileiro dos direitos humanos (m. 1999).
- 09 de fevereiro - Carmen Miranda, Cantora e atriz Luso-Brasileira (m.1955).
- 26 de março - Héctor José Cámpora, presidente da Argentina em 1973 (m. 1980).
- 17 de abril - Alain Poher, presidente interino da França em 1969 e em 1974 (m. 1996).
- 27 de abril - Guillermo León Valencia, Presidente da República da Colômbia de 1962 a 1966 (m. 1971).
- 30 de abril - Rainha Juliana dos Países Baixos (Juliana Emma Louise Wilhelmina van Oranje-Nassau), rainha dos Países Baixos de 1948 a 1980 (m. 2004).
- 26 de maio - Adolfo López Mateos, presidente do México de 1958 a 1964 (m. 1969).
- 26 de maio - Lucia Ripamonti, freira italiana e beata da igreja catòlica (m. 1954).
- 23 de junho - Li Xiannian, Presidente da República Popular da China de 1983 a 1988 (m. 1992).
- 12 de julho - Joe DeRita, ator e comediante norte-americano e membro dos Três Patetas (m. 1993).
- 18 de julho - Mohammed Daoud Khan, Primeiro-Ministro de 1953 a 1963 e presidente da República do Afeganistão de 1973 a 1978 (m. 1978)

## Mortes
- 14 de junho - Afonso Pena, Presidente do Brasil de 1906 a 1909. (n. 1847).
- 15 de agosto - Euclides da Cunha, militar e escritor brasileiro (n. 1866)
- 5 de dezembro - Luiz Antonio da Silveira Tavora, artista plástico e jornalista brasileiro (n. 1840).

## Prémio Nobel
- Física - Guglielmo Marconi[1] e Carl Ferdinand Braun.[1]
- Literatura - Selma Lagerlöf.[2]
- Química - Wilhelm Ostwald.[3]
- Medicina - Emil Theodor Kocher.[4]
- Paz - Auguste Marie Francois Beernaert,[5] Estournelles de Constant.[5]

## Por tema
- 1909 na arte
- 1909 no Brasil
- 1909 no carnaval
- 1909 na ciência
- 1909 no cinema
- Desastres em 1909
- 1909 no desporto
- 1909 no jornalismo
- 1909 na literatura
- 1909 na música
- 1909 na política
- 1909 na rádio
- 1909 no teatro
- 1909 na televisão